# Tylophora (plant)
Aganonerion is een geslacht van klimplanten uit de maagdenpalmfamilie (Apocynaceae). De soorten komen voor in (sub)tropisch Afrika, Azië en Australië. 

## Soorten
- Tylophora anomala
- Tylophora anthopotamica
- Tylophora apiculata
- Tylophora arachnoidea
- Tylophora arenicola
- Tylophora astephanoides
- Tylophora asthmatica
- Tylophora augustiniana
- Tylophora auriculata
- Tylophora badia
- Tylophora brevipes
- Tylophora brownii
- Tylophora cameroonica
- Tylophora chingtungensis
- Tylophora cinerascens
- Tylophora coddii
- Tylophora congoensis
- Tylophora congolana
- Tylophora conspicua
- Tylophora cordata
- Tylophora costantiniana
- Tylophora cycleoides
- Tylophora dahomensis
- Tylophora dickinsii
- Tylophora erubescens
- Tylophora flanaganii
- Tylophora fleckii
- Tylophora flexuosa
- Tylophora floribunda
- Tylophora forrestii
- Tylophora gilletii
- Tylophora glabra
- Tylophora glabriflora
- Tylophora glauca
- Tylophora govanii
- Tylophora gracilenta
- Tylophora gracilis
- Tylophora gracillima
- Tylophora henryi
- Tylophora heterophylla
- Tylophora hirsuta
- Tylophora hui
- Tylophora indica
- Tylophora inhambanensis
- Tylophora insulana
- Tylophora iringensis
- Tylophora javanica
- Tylophora kerrii
- Tylophora koi
- Tylophora leptantha
- Tylophora longifolia
- Tylophora longipedunculata
- Tylophora lugardae
- Tylophora lycioides
- Tylophora membranacea
- Tylophora merrillii
- Tylophora multiflora
- Tylophora nana
- Tylophora nikoensis
- Tylophora oblonga
- Tylophora obtusula
- Tylophora oculata
- Tylophora oligophylla
- Tylophora oshimae
- Tylophora ovata
- Tylophora parvifolia
- Tylophora picta
- Tylophora plagiopetala
- Tylophora rockii
- Tylophora rotundifolia
- Tylophora secamonoides
- Tylophora silvestrii
- Tylophora silvestris
- Tylophora simiana
- Tylophora stenoloba
- Tylophora subnuda
- Tylophora sylvatica
- Tylophora tenerrima
- Tylophora tengii
- Tylophora tenuipedunculata
- Tylophora tsiangii
- Tylophora tuberculata
- Tylophora umbellata
- Tylophora uncinata
- Tylophora urceolata
- Tylophora velutina
- Tylophora yunnanensis
- Tylophora zenkeri

Aganonerion · 
Acokanthera · 
Adenium · 
Aganosma · 
Allamanda · 
Alstonia · 
Alyxia · 
Amalocalyx · 
Anodendron · 
Apocynum .
Asclepias · 
Baharuia · 
Baissea · 
Beaumontia ·
Caralluma · 
Carissa · 
Catharanthus · 
Cerbera · 
Ceropegia (lantaarnplanten) · 
Chonemorpha · 
Cleghornia · 
Cynanchum · 
Dewevrella ·
Dischidia ·
Ditassa  ·
Echites · 
Elytropus · 
Epigynum · 
Eucorymbia · 
Forsteronia · 
Hoodia · 
Hoya · 
Hylaea · 
Huernia · 
Ichnocarpus · 
Ixodonerium · 
Kopsia · 
Landolphia · 
Lhotzkyella · 
Macroditassa · 
Mandevilla · 
Manothrix · 
Margaretta · 
Marsdenia · 
Matelea · 
Melinia ·
Melodinus  · 
Merrillanthus · 
Metaplexis · 
Metastelma · 
Microdactylon · 
Microloma · 
Miraglossum · 
Mitostigma · 
Morrenia · 
Motandra · 
Nautonia · 
Neoschumannia · 
Nephradenia · 
Notechidnopsis · 
Odontadenia · 
Odontanthera · 
Oncinema · 
Oncostemma · 
Ophionella · 
Orbea · 
Orbeanthus · 
Orbeopsis · 
Orthanthera · 
Orthosia · 
Oxypetalum · 
Oxystelma · 
Pachycarpus · 
Pachycymbium · 
Pachypodium · 
Papuechites · 
Parameria · 
Parapodium · 
Parepigynum · 
Parsonsia · 
Pectinaria · 
Pentacyphus · 
Pentarrhinum · 
Pentasachme · 
Pentastelma · 
Pentatropis · 
Peplonia · 
Pergularia · 
Periglossum · 
Petopentia · 
Pherotrichis · 
Philibertia · 
Piaranthus · 
Pleurostelma · 
Plumeria · 
Pseudolithos · 
Quaqua · 
Quisumbingia · 
Raphistemma · 
Raphionacme · 
Rauvolfia · 
Rhyncharrhena · 
Rhyssolobium · 
Rhyssostelma · 
Rhytidocaulon · 
Riocreuxia · 
Rojasia · 
Sarcolobus ·
Sarcostemma · 
Schistogyne · 
Schistonema · 
Schubertia · 
Secamone · 
Secamonopsis · 
Seutera · 
Sindechites · 
Sisyranthus · 
Solenostemma · 
Sphaerocodon · 
Stapelia · 
Stapelianthus · 
Stapeliopsis · 
Stathmostelma · 
Stenomeria · 
Stenostelma · 
Stigmatorhynchus · 
Schizozygia · 
Tacazzea · 
Tectiphiala · 
Trachelospermum · 
Urceola · 
Vallariopsis · 
Vinca (maagdenpalm) · 
Vincetoxicum (engbloem)